# Dreams (canção de Fleetwood Mac)
Dreams é uma canção da banda de rock anglo-americana Fleetwood Mac, escrita pela cantora do grupo, Stevie Nicks. Integrante do álbum Rumours, de 1977, quando lançada como single tornou-se a única canção na carreira da banda a conquistar o nº 1 da Billboard nos Estados Unidos. Regravada em 1998 pelo The Corrs inicialmente para um CD de covers em homenagem ao próprio Fleetwood Mac, tornou-se uma canção popular para as novas gerações e foi o primeiro grande sucesso dos irmãos irlandeses.

## Origens e criação
Em 1976, durante a gravação de Rumours, os membros do Fleetwood Mac enfrentavam problemas grandes emocionais entre eles, devido às separações entre os dois casais que os formavam, além do divórcio entre o baterista Mick Fleetwood e sua esposa, que não fazia parte da banda. O baixista John McVie estava se separando de sua esposa, a tecladista Christine McVie, os dois casados há oito anos, e o casal norte-americano formado pela cantora Stevie Nicks e o guitarrista Lindsey Buckingham, apesar de não serem casados, também encerravam uma vida em comum de vários anos. Buckingham declarou sobre a época: "Nós tivemos que passar por este exercício elaborado de negação, mantendo nossos sentimentos pessoais num canto da sala, enquanto tentávamos ser profissionais no outro".
Nicks escreveu a letra e a música no começo da 1976, durante as gravações no Record Plant Studios, em Sausalito, na Califórnia: "Um dia, quando eu não estava programada para gravar nada no estúdio principal", ela relembra, "eu peguei um piano Fender Rhodes e fui com ele para outro estúdio, que disseram pertencer a Sly Stone, do Sly & the Family Stone. Era uma sala preta e vermelha com uma espécie de poço cavado no meio, onde havia um piano, e uma cama de veludo preto grande com cortinas Vitorianas. Eu sentei na cama, coloquei o piano na minha frente e encontrei um ritmo padrão. Peguei meu pequeno cassete e escrevi Dreams em dez minutos nele. Logo de cara eu gostei do fato de que estava fazendo alguma coisa com uma batida dançante, porque isso fez da canção algo um pouco incomum para mim."
Quando Nicks tocou a canção para o resto do grupo, eles resolveram gravá-la no dia seguinte. Em Sausalito, apenas uma faixa básica foi gravada. O assistente de gravação Cris Morris relembra que "tudo que eles mantiveram foi a bateria e o vocal de Nicks. A guitarra e o baixo foram adicionados depois em Los Angeles."
Christine McVie descreveu a canção como "apenas três acordes e uma nota na mão esquerda" e "chata" quando Nicks tocou-a crua no piano. Ela começou a pensar diferente quando Buckingham trocou três seções de cordas idênticas, fazendo-as soar completamente diferentes: "Ele criou a impressão de que há um fio condutor através da coisa toda."

## Recepção
Dreams foi a segunda single do álbum Rumours nos Estados Unidos, onde alcançou o nº 1 da Billboard em 18 de junho de 1977 e se manteve ali por uma semana. No Reino Unido, ela alcançou a 24ª posição e foi a terceira single lançada, seguindo Go Your Own Way e Don't Stop. Uma apresentação da banda cantando a música em show ao vivo foi o vídeo promocional dela. O Fleetwood Mac não começaria a fazer videoclipes conceituais até 1979.

## Equipe de gravação
- Stevie Nicks - vocais
- Lindsey Buckingham - guitarra, vocal de apoio
- Christine McVie - teclados, vocal de apoio
- John McVie - baixo
- Mick Fleetwood - bateria

## Versão de The Corrs
"Dreams" é uma versão da canção original do Fleetwood Mac feita pela banda irlandesa The Corrs. Foi originalmente gravada para o álbum Legacy: A Tribute to Fleetwood Mac's Rumours, de 1998,  que traz covers de várias músicas do Mac interpretadas por diferentes artistas como Elton John, Jewel, Goo Goo Dolls e The Cranberries.
A canção acabou se tornando o primeiro hit dos irmãos Corrs no Reino Unido, onde recebeu o disco de prata da BPI por mais de 200.000 cópias vendidas. O videoclipe feito para a música ganhou o prêmio de Best Adult Contemporary Video da revista Billboard. Quando ela se tornou um sucesso em Legacy, a gravadora da banda relançou o álbum dos próprios Corrs, Talk on Corners, já então lançado, com Dreams nele.
Em 17 de março de 1998, dia do aniversário da baterista Caroline Corr, o Corrs apresentou Dreams pela primeira vez no palco do Royal Albert Hall durante seu show, tendo na bateria o fundador do Fleetwood Mac, Mick Fleetwood.

### Desempenho nas paradas musicais
| Parada               | Melhor posição |
| -------------------- | -------------- |
| Irish Singles Chart  | 6              |
| UK Singles Chart     | 6              |
| ARIA Charts          | 47             |
| Swiss Singles Charts | 73             |